# إلياس إكسيتافدزي
كان إلياس زيتافودزي (بالإنجليزية: Elias Xitahuvdzi) قاتلًا متسلسلًا قتل ستة عشر رجلاً وامرأة في أتريدجفيل (بالإنجليزية: Atteridgeville) في جنوب إفريقيا، في الخمسينيات من القرن العشرين. كان إكسيتافدزي من مواطني جنوب إفريقيا واستهدف البيض فقط خلال فترة نظام الفصل العنصري. تسببت فورة القتل في ضجة كبيرة خلال سنوات ذروة الفصل العنصري في جنوب إفريقيا. لُقب بِ«بانجامان» أي رجل المنجل («بانجا» كلمة محلية تعني المنجل الذي شوه به ضحاياه).
كان جميع ضحاياه من المجتمع الأبيض. قبض على إكسيتافدزي بعد بيعه ساعة مسروقة، فاكتشفت السلطات أن الساعة تخص أحد ضحايا إكسيتافدزي، وهو ما أدى إلى كشفه واعتقاله. اعترف بانجامان في السجن بجميع جرائمه ثم حوكم بسرعة، وأدين بستة عشر جريمة قتل وكان حُكم عليه بالإعدام شنقاً في 14 نوفمبر/تشرين الثاني 1960.